# Diogo Mendes
Diogo Mendes ou Diogo Mendes Nassi (Mendes), dit aussi Meir Beneveniste (né avant 1492 à Lisbonne au Portugal et mort en 1543 à Anvers en Belgique) est un marchand d'origine portugaise qui fait l'objet d'un procès pour hérésie à Anvers en 1533. Après sa mort les autorités espagnoles cherchent à prouver qu'il n'était pas un catholique sincère et que ses possessions doivent être saisies. 

## Biographie
Diego Mendes est né avant 1492. Il est le fils de UK Mendes Benveniste et de Donna UK Mendes Beneveniste.